# 辞典

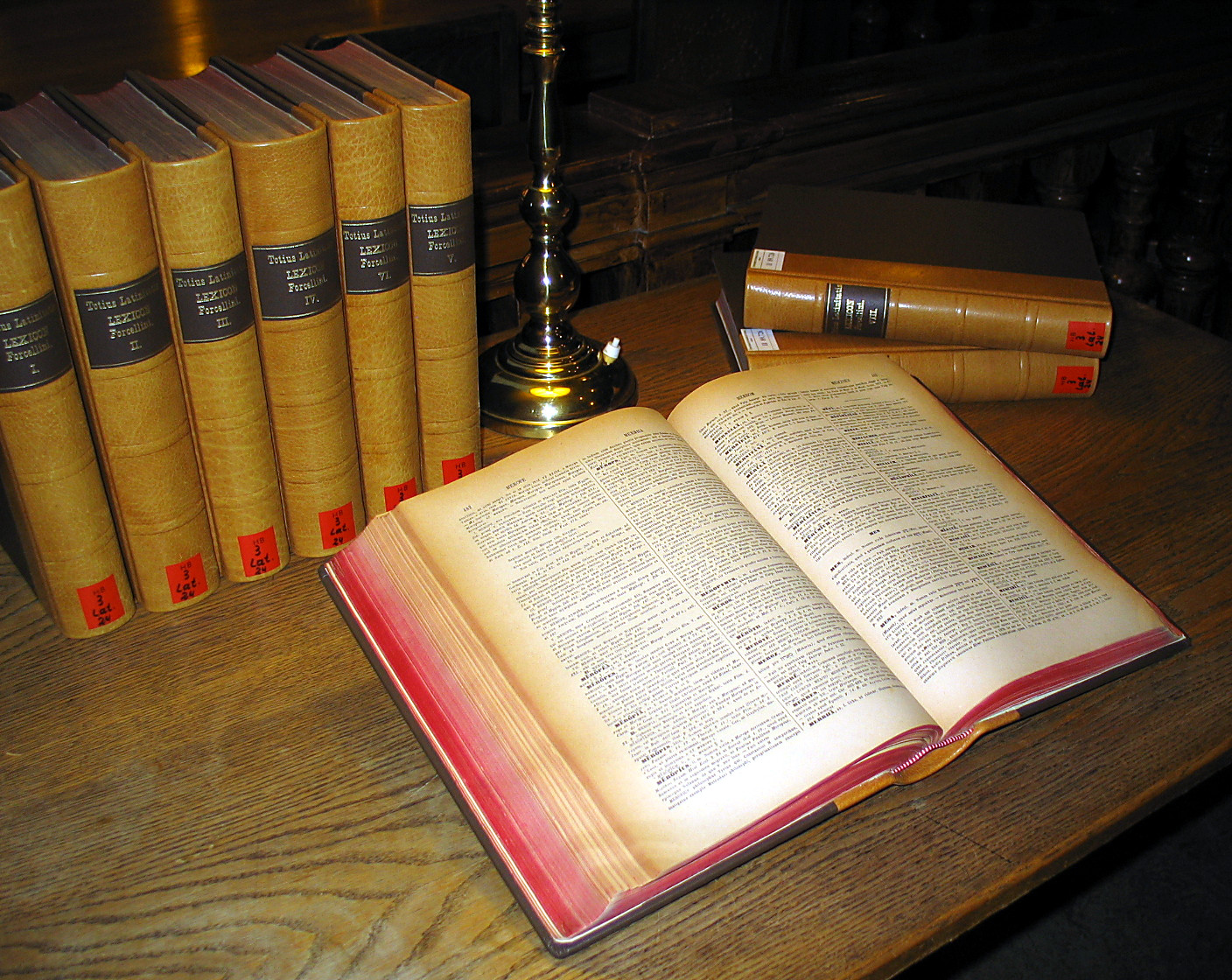
グラーツ大学図書館のラテン語辞書

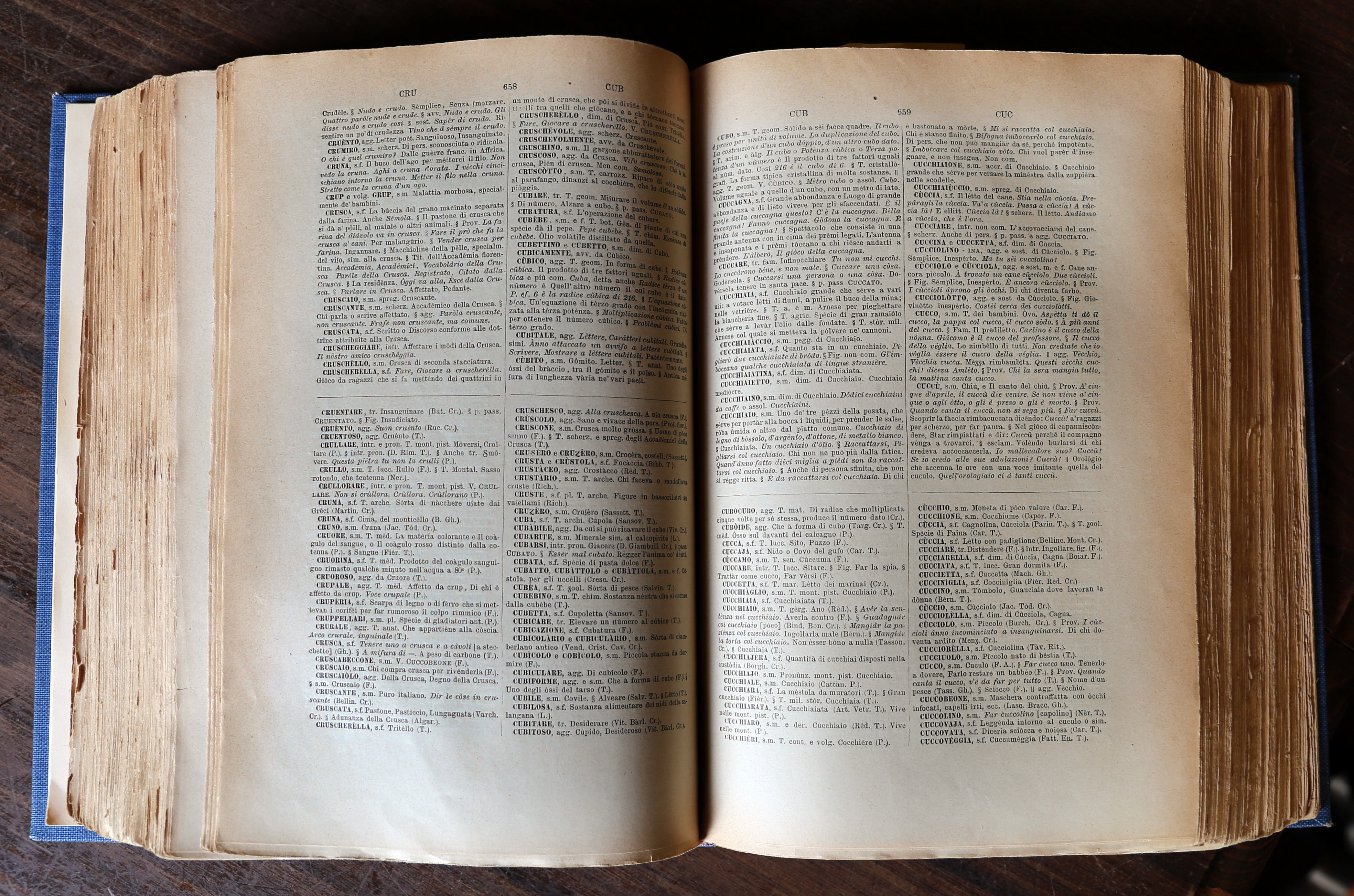
辞典

辞典（じてん、英：dictionary）とは、一つ以上の言語の語彙に含まれる語彙素の目録。辞書（じしょ）・字引（じびき）とも。アルファベット順、あいうえお順、セム語族の言語では子音語根順、漢字では部首・画数順などに配列され、定義、用法、語源、発音、翻訳などの情報を含む。辞書学的にはデータ間の相互関係を示す。

## 概要
大別すると、辞典は一般辞典と専門辞典に分けられる。専門辞典は、語を網羅的に収録するのではなく、専門分野の語を収録する。理論上、辞典では語から定義へと対応づける語義論的手法と、概念を特定し、それを指示するために用いられる用語を定める名義論（英語版）的手法がある。また、二言語辞典、類語辞典、押韻辞典などがある。
なお、「辞典」「辞書」という単語は、主に言葉について書かれたもの（国語辞典、英和辞典、漢和辞典など）について用いるもので、文字について書かれた辞典は「字典」、事物に就いて詳細に書かれた辞典（百科事典など）については「事典」という表記を用いて区別される。「辞典」「字典」「事典」はいずれも「じてん」で発話においては区別できないため、それぞれ「ことばてん」（言葉典）、「もじてん」（文字典）、「ことてん」（事典）と言い換えられることもある。
また、規範的・記述的記述の対比もある。前者は言語の正しい用法と見なされるものを反映し、後者は記録された実際の用法を反映する。
記録に残る最初の辞典は、紀元前2300年頃のシュメール時代のもので、二言語辞典だった。現存する最古の単言語辞典は、紀元前3世紀頃の中国の辞典である。最初の英々辞典は、「Table Alphabeticall」（1604年）であり、同時期にヨーロッパでは他言語でも単言語辞典が現れ始めた。辞書を体系的に研究する辞書学はラディスラフ・ズグスタ（英語版）によって20世紀に成立した。

## 歴史

### 最古
最古の辞典として知られているものは、シュメール語とアッカド語の二言語語彙表を記した楔形文字の粘土板で、エブラ（シリア国内）で発見され、年代はアッカド帝国が存在した紀元前2300年に比定される。紀元前2千年紀初頭の正典的なシュメール語二言語語彙表である「ウラ＝フブル語彙集（英語版）」は、バビロニアで作られたものである。中国の辞典「爾雅」（紀元前3世紀頃）は、現存する最古の単言語辞書である。

### 古代から前期中世
コスのフィレータス（英語版）（紀元前4世紀頃）は、ホメロスや他のギリシア文学に出てくる言葉、各地のギリシア方言（英語版）語、専門術語の意味を説明した「アタクトイ・グロッサイ」を著した。ソフィストのアポロニオス（英語版）（紀元1世紀頃）は、現存最古のホメロスに関する辞典を著している。
最初のサンスクリット語辞典「アマラコーシャ（英語版）」は、アマラシンハ（英語版）により4世紀頃に編まれ、韻文で書かれ、約1万語を収める。
ハリール・イブン・アフマド（英語版）の8世紀の著作「キターブ・アル＝アイン（英語版）」は、最初のアラビア語辞典と見なされている。
現存最古の日本の辞書は、835年頃の『篆隷万象名義』で、漢語彙集であった。
アラム語と中期ペルシア語の二言語辞典である『フラハン＝イ・パフラヴィーグ』では、アラム語のヘテログラム（英語版）と中期ペルシア語がパゼンド文字（英語版）による音写とともに掲げられている。
9世紀のアイルランド語辞典「サナス・コルマック」には、1400語以上のアイルランド語の語源と解説が含まれていた。

### 後期中世
12世紀には、カラハン朝トルコ系の学者マフムード・カーシュガリーが、トルコ諸語、とりわけカラハン朝トルコ語（英語版）について記した「テュルク語集成（英語版）」を完成させた。彼の著作は約7500〜8000語を収め、非トルコ系のムスリム、特にアッバース朝のアラブ人にトルコ語を教える目的で書かれた。ザマフシャリーは、ホラズム・シャー朝の創始者アトスズのために、『ムカッディメトゥル＝アダブ』という小型のアラビア語辞典を著した。
14世紀には「コデクス・クマニクス（英語版）」が完成し、クマン系トルコ語の辞典として用いられた。
マムルーク朝エジプトでは、エブー・ハイヤーンが『キターブ・イドラーク・リサーニ・アトラーク』を完成させ、エジプトおよびレヴァントで話されていたキプチャク語やトルクメン語を扱った。
また「バフシャイシュ・リュガティ」という辞典は古アナトリア・トルコ語（英語版）で書かれ、オグズ・トルコ語・アラビア語・ペルシア語の対照辞書としても機能したが、著者や正確な成立世紀は不明である。これはオスマン時代のトルコ語ではなく、セルジューク期の古アナトリア・トルコ語で記されている。
インドでは1320年頃、アミール・ホスローが「ハリーク＝エ＝バーリー」を編み、主としてヒンドゥスターニー語とペルシア語の語彙を扱った。

### アラビア
アラビア語の辞書は8世紀から14世紀にかけて編纂され、語を語末音節の脚韻順、語根子音のアルファベット順、語頭文字のアルファベット順で配列した。語頭文字順方式は、クルアーンやハディースの用語集など主として専門辞書で用いられたが、「リサーン・アル＝アラブ（英語版）」（13世紀。アラビア語の大規模辞典として現在でも最もよく知られる）や「アル＝カムス・アル＝ムヒート（英語版）」（14世紀）などの多くの一般向けの辞典では、語根子音のアルファベット順で語が配列された。「アル＝カムス・アル＝ムヒート」はアラビア語における最初の簡易な実用辞書で、語とその定義のみを収録し、補助的な用例を省いている。

### ヨーロッパ
中世ヨーロッパでは、ラテン語の語に対する俗語（現地語）またはより平易なラテン語の同義語を示した用語集が用いられていた。著名なものにはライデン・グロッサリー（英語版）などがある。ヨハネス・バルブス（英語版）による「カトリコン（英語版）」（1287）は、アルファベット順の語彙を備えた大規模な文法書で、広く受け入れられた。同書は二言語辞書の基礎となり、また活版印刷による最初期の刊本（1460年）としても知られる。1502年にはアンブロジオ・カレピーノ（英語版）の「ディクショナリウム」が刊行された。当初は単言語のラテン語辞典であったが、16世紀を通じて拡充され、多言語の用語集へと発展した。1532年、ロベール・エティエンヌは「ラテン語宝庫」を刊行し、1572年にはその子アンリ・エティエンヌが「ギリシア語宝庫」を刊行した。後者は19世紀に至るまでギリシア語辞書学の基礎となった。
スペイン語で最初に書かれた単言語辞典は、セバスティアン・コバルビアス（英語版）の『カスティーリャ・スペイン語辞典（英語版）』で、1611年にスペインのマドリードで出版された。1612年にはイタリア語の「クルスカ学会辞典」初版が刊行され、のちのフランス語・英語の同種の事業の範となった。1690年にはロッテルダムで、アントワーヌ・フュルティエール（英語版）のフランス語辞典「百科事典（英語版）」が没後出版された。1694年には「アカデミー・フランセーズ辞典」の初版が現れ（刊行は現在も続き、2021年時点で第9版は未完）、1712年から1721年にかけてはラファエル・ブルトーの「ポルトガル語辞典（英語版）」が刊行された。スペイン王立アカデミーは1780年に「スペイン語辞典」初版を刊行した（現在もおよそ10年ごとに新版が出る）。同アカデミーによる、文学作品からの引用を収めた「Diccionario de Autoridades」は1726年に出版された。
ヘンリー・ジョージ・リデルとロバート・スコット（英語版）による「ギリシア語—英語辞典」の初版は1843年に刊行され、この辞典は20世紀末までギリシア語の基本辞典であり続けた。
1858年にはグリム兄弟の「ドイツ語辞典（英語版）」第1巻が出版され、この事業は1961年に完結した。ニッコロ・トンマーゼオ（英語版）の「イタリア語辞典（イタリア語版）」は1861年から1874年に刊行され、ゲルゲイ・ツツォルとヤーノシュ・フォガラーシによる全6巻の「ハンガリー語辞典」は1862年から1874年に刊行された。
エミール・リトレの「フランス語辞典」は1863年から1872年にかけて刊行され、同じ1863年には「オランダ語大辞典（英語版）」の第1巻が出版され、1998年に完結した。やはり1863年には、ウラジーミル・ダーリが「大ロシア語詳解辞典（英語版）」を出版した。
ドイツ語の正書法に関する拠り所ドゥーデン辞典の起源は1880年にさかのぼり、「スウェーデンアカデミー辞典」の第一巻は1893年に出版された。

### 英国
英語における最初期の辞書は、フランス語・スペイン語・ラテン語の語に英語での定義を添えた用語集であった。「dictionary」という語は、1220年にジョン・オブ・ガーランド（英語版）というイングランド人によって作られた語で、彼はラテン語の「diction（語法・表現）」の助けとなる書「ディクショナリウス（英語版）」を著した。アルファベット順ではない英単語8,000語の初期の一覧としては、リチャード・マルカスター（英語版）が1582年に作成した『エレメンタリエ』がある。（詳細は「初期英語辞典一覧（英語版）」参照）
純粋に英語のみを対象としたアルファベット順辞書の最初の例は、1604年にイングランドのロバート・コードリーが著した「アルファベット表」である。現存する唯一の本はオックスフォードのボドリアン図書館に所蔵されている。しかしこの辞書や多数の模倣作は信頼性が乏しかった。アルファベット表の刊行から150年後の1754年に、フィリップ・スタンホープは、次のように嘆いている。「いまだに我々には…言語の標準というものがない。これは我が国にとって不名誉である。現在の我々の辞典は、“辞典”と言うより、オランダ人やドイツ人が“単語集”と呼ぶものに近い」。
1616年、ジョン・ブロカーは「英語の解説者」において辞書の歴史を記述した。トマス・ブラウント（英語版）の「古語辞典」（1656）は、1万語を超える語とその語源や沿革を収めた。1658年、エドワード・フィリップスは「英語の新世界」を著したが、これはブラウントの業績を剽窃したものであり、両者は互いに批判し合った。これにより辞書への関心はいっそう高まった。ジョン・ウィルキンズ（英語版）の1668年の「真性の文字と哲学的言語にむけての試論」には、ウィリアム・ロイド（英語版）が編纂した精密な区別を伴う11,500語の一覧が含まれている。エリシャ・コールズ（英語版）は1676年に「英語辞書」を刊行した。
より信頼できる英語辞典が現れたのは、サミュエル・ジョンソンの「英語辞典（英語版）」（1755）を待ってのことである。今日でも、ジョンソンが最初の英語辞典を書いたと誤って信じられることがあるが、これは彼の遺産がいかに大きいかの証左である。この段階までに、辞書は多くの語について文献上の用例を収めるようになり、配列も主題別（かつて広く採用された方式で、たとえば動物に関する語が一括りにされる等）ではなくアルファベット順となっていた。ジョンソンの大著は、これらすべての要素を統合し、最初の「近代的」辞書を作り上げたものと評価できる。
ジョンソンの辞典は、その後1884年以降にオックスフォード大学出版局が「オックスフォード英語辞典（OED）」を小冊子（ファシクル）として執筆・刊行し始めるまで、150年以上にわたり英語の標準であり続けた。全10巻の完全版の初版が刊行されたのは1928年である。
現在に至るまで、オックスフォード英語辞典は最も包括的で信頼のおける英語辞典であり、専任チームにより3か月ごとに改訂と更新が施されている。

### 米国
1806年、アメリカ人ノア・ウェブスターは最初の辞書を出版した。1807年、ウェブスターはさらに拡充された完全な辞書「ウェブスター辞典」の編纂に着手し、完成までに27年を要した。語源を検討するため、ウェブスターは古英語、ドイツ語、ギリシア語、ラテン語、イタリア語、スペイン語、フランス語、ヘブライ語、アラビア語、サンスクリットなど、合計26の言語を学んだ。
ウェブスターは1825年、フランスのパリおよびケンブリッジ大学での在外滞在中に辞書を完成させた。彼の著作は7万語を収め、そのうち1万2千語はそれまで刊行されたどの辞書にも載っていなかった。綴り字改革者でもあったウェブスターは、英語の綴り規則は不必要に複雑だと考えたため、彼の辞書では「colour」を「color」、「waggon」を「wagon」、「centre」を「center」とするなど、のちにアメリカ英語の綴りとして定着する形を導入した。また、イギリスの辞書には見られなかった「skunk」や「squash」のようなアメリカ固有の語も収録した。1828年、70歳の時ウェブスターは辞書を出版し、2,500部を売り上げた。1840年には第二版が二巻本で刊行された。ウェブスターの辞書は彼の没後の1843年にG&Cメリアム社に買収され、その後も多数の改訂版が刊行されている。1964年にはメリアム＝ウェブスターはエンサイクロペディア・ブリタニカ社に買収された。
1961年版「ウェブスター第三版新国際辞典」に用法指針が乏しいことをめぐる論争は、1969年の「アメリカン・ヘリテージ英語辞典（英語版）」の刊行を促した。同辞典はコーパス言語学を初めて用いた辞書である。

### 日本
日本における現存最古の辞典は、平安時代初期に空海によって編纂された『篆隷万象名義』であると言われる。次に編まれたのは、昌住によって編纂された漢和辞典、『新撰字鏡』である。これらは漢字を字形によって分類した字書であった。この系統では院政期になると『類聚名義抄』が作られた。
一方、『爾雅』の流れを汲み意味別に漢字が分類された漢和辞典には、平安時代中期、源順によって編纂された『和名類聚抄』がある。項目の多様性から日本最古の百科事典ともされる。この系統の辞典では室町時代になると、読み書きが広い階層へ普及し始めたことを背景に、『下学集』、諸種の「節用集」などの辞典が多く編まれた。
また、漢字の字音にもとづいて漢字を分類した韻書として、南北朝時代に『聚分韻略』が作られた。
安土桃山時代最末期の1603年（慶長8年）には、イエズス会のキリスト教宣教師により『日葡辞書』が作成された。日本における「辞書」の呼称は『羅葡日対訳辞書』 (1593年)が初出と考えられる。日葡辞書は、当時のポルトガル語アルファベットで記述されており、室町時代末期〜安土桃山時代の日本語音韻をよく記録する第一級史料でもある。
江戸時代には、室町期の「節用集」や往来物を元にして非常に多数の辞典が編集・発行された。それらのうち、『和漢三才図会』や『古今要覧稿』などは、百科事典と呼ぶべき内容を備えている。
明治時代にはいると、言語政策の一環として大槻文彦の『言海』が編纂された。大槻は西洋の言語理論(特に英語辞書『ウェブスター英語辞典』)を元にして日本語の言語理論を体系化し、それにより『言海』をつくった。その後、言海を範として多くの辞典がつくられた。
戦後は新村出編『広辞苑』や、独特の語釈で知られる山田忠雄他編『新明解国語辞典』などを含め、様々な辞典が発行された。20世紀末から各種の電子辞書も登場した。

### 中国
中国語を表記する文字は漢字であり、意味の違いに応じて異なる文字が使われる。このため、中国で言葉を集めたり解説することは、漢字を集め、その字義を解説することで代替された。漢字を字形によって配当し、字義や字音、字源などをまとめた書物を字書（じしょ）と呼んだ。『説文解字』『玉篇』などがこれに相当する。これは日本の漢和辞典の原型である。字書は『康熙字典』以降、字典（じてん）と呼ばれることが多くなった。一方、字義によって漢字を集める書物もあり、一種の類語辞典であるが、これには『爾雅』『釈名』『方言』などがある。現在、中国ではこれらを訓詁書（くんこしょ）と呼んでいるが、日本では河野六郎が義書（ぎしょ）と呼ぶことを提唱している。また、音韻によって漢字を分類し、その順によって並べた書物を韻書（いんしょ）と呼ぶ。これには『切韻』『広韻』『集韻』『中原音韻』などがある。
以上のように伝統的な中国の学問では漢字1字の字義を扱うものしかなく、現代的にいえば、形態素の意味を扱う辞典しかなかった。2字以上で表される単語の意味が扱われるようになるのは近代以降であり、現在の中国で語義を扱うものは詞典（あるいは辞典）と呼んでいる。
伝統学問では類語辞典的・百科事典的なものが作られた。これを類書という。もっぱら自然界や人間界の事物や現象に関する語に関して古今のさまざまな書物から用例を集めて引用したものである。後には書物がまるごと分類され、事典よりも叢書的な様相を呈したものもある。『芸文類聚』『太平御覧』『永楽大典』『古今図書集成』といったものが挙げられる。漢詩を作るのに利用された『佩文韻府』などは日本の漢和辞典で熟語の典故の記載などに利用された。

## 種類
多くの言語では、語はさまざまな形で現れうるが、ほとんどの辞書では見出し語として掲げられるのは、屈折・活用していない形（原形）（英語版）に限られる。辞書は一般に書籍の形を取るが、StarDict（英語版）や新オックスフォード米語辞典のように、携帯情報端末やコンピュータ上で動作する辞書ソフトウェアもある。インターネット経由でアクセスできるオンライン辞書も多数存在する。

### 専門辞書
専門辞書とは、特定の主題分野に焦点を当てる辞書であり、特定言語の語彙を網羅的に収録する辞書とは対照的である。「The Bilingual LSP Dictionary」によれば、専門辞書は次の三類型に区分される。①複数の主題分野を幅広く扱う多分野辞典（英語版）（例：ビジネス辞典）、②特定の主題分野を狭く深く扱う単一分野辞典（英語版）（例：法学）、③さらにその中のより専門的な領域を扱う下位分野辞典（英語版）（例：憲法学）である。たとえば、23言語対応の「ＥＵ共同用語データベース（英語版）」は多分野辞典、「米国人物伝記辞典（英語版）」は単一分野辞典、「米国黒人伝記辞典プロジェクト（英語版）」は下位分野辞典に当たる。収録範囲の観点から見ると、オクスフォード世界宗教辞典や ヤドガーコンピュータ・インターネット用語辞典のような多分野辞書は分野横断の収録を抑制する傾向にあるのに対し、「オクスフォード英語語源辞典」のような単一分野・下位分野辞書は限られた分野内で収録を極大化する傾向がある。
もう一つの変種として、特定分野における定義済み用語をアルファベット順に並べた用語集がある。たとえば医学分野のもの（医学事典）のような例である。

### 定義辞典
最も単純な辞書である「定義辞典」は、最も基本的な概念の最も単純な意味からなる中核語彙集を提供する。そこから他の概念を説明・定義でき、特に言語を学び始めた人に役立つ。英語では、市販の定義辞典は通常、約2000語未満の定義語彙だけを用い、各見出し語について意味を1〜2件に限って収録する。これらを用いれば、英語の残りの語彙はもちろん、最も一般的な英語の慣用句や比喩4000件ですら定義できる。

### 規範主義と記述主義
辞典編纂者は語の定義づけに関して、基本的に規範的か記述的かという二つの立場を採る。ノア・ウェブスターはアメリカの言語に固有のアイデンティティを打ち立てる意図から、綴りを改め、いくつかの語では意味や発音の相違を強調した。これが、アメリカ英語で color という綴りが用いられ、英語圏の他地域では colour が好まれる理由である（その後イギリス英語もいくつかの綴りの変更があったが、アメリカ英語には影響しなかった。詳しくは「アメリカ英語とイギリス英語の比較」を参照）。
20世紀の大規模辞典である『オックスフォード英語辞典』や『ウェブスター第三版新国際辞典』は記述的であり、語の実際の用法を記述しようとする。今日の英語辞典の多くは、定義本文では記述的方法を採用し、そして定義本文とは別に、卑俗・攻撃的・誤用・混同しやすいとされがちな語について、読者の語の選択に注意を促す情報を提供する。メリアム＝ウェブスターは控えめで、「時に攻撃的」や「非公的」といったイタリック体の注記を添える程度である。アメリカンヘリテージはさらに踏み込み、数多くの用法注で問題を個別に論じる。エンカルタ＝ウェブスター辞典も同様の注記を設けるが、より規範的であり、多くの人に攻撃的または無教養と見なされる語の使用に対して、「…に対する攻撃的な語」や「…を意味する禁忌語」といった形で警告や戒告を示す。
学校で辞典が広く使われ、また多くの人に言語の権威として受け入れられているため、辞典が言語をどう扱うかは、実際の用法にある程度の影響を及ぼす。もっとも記述的な辞書でさえ、保守的な継続性を提供するというかたちでそれに寄与している。しかし長い目で見れば、語の意味は主として用法によって定まり、言語は日々変化し創造され続けている。ホルヘ・ルイス・ボルヘスは「エル・オトロ、エル・ミスモ」の序文で次のように述べている。「（辞典）が、定義の対象である言語が成立したはるか後になってまとめられた人工的な保管庫であることは、しばしば忘れられている。言語の根っこは不合理で、魔術的な性質をもつ。」
同じ辞典でも、ある領域では記述的で、別の領域では規範的であることがある。たとえばギラード・ツッカーマンによれば、オックスフォード英語ヘブライ語辞典は「自己矛盾している」という。すなわち、収録項目（語彙項目）と語義・注解（定義）は記述的かつ口語的である一方、母音表記は規範的である。この矛盾の結果、hi taharóg otí kshetiré me asíti lamkhonít（私が車になにぞしたかを彼女が見たら、とっちめられちゃうよ）のような不自然な文が生じる。hi taharóg otí（「とっちめられる」）は口語的であるのに対し、me（ma「何」の異形「なにぞ」）は古風であり、その組み合わせは現実の会話では発話されない。

### 歴史辞典
歴史辞典は、記述辞書の一種であり、語や語義の時間的な発展を記述するものを指す。結論を支えるために原典からの引用を用いるのが通例である。

### 自然言語処理のための辞書
伝統的な辞書が人間による使用を想定して設計されているのに対し、自然言語処理のための辞書はコンピュータプログラムによる利用を前提に構築される。最終的な利用者は人間だが、直接の利用者はプログラムである。この種の辞書は紙に印刷できる必要はない。内容構造は、見出し語ごとに順に並べた線形なものではなく、複雑なネットワークの形をとる（文法項交代（英語版））。これらの辞書の多くは機械翻訳や言語横断情報検索（英語版）を制御するために用いられるため、内容は通常多言語であり、かつ巨大規模になる。辞書の交換や統合を可能にするため、Lexical Markup Framework（LMF）というISO標準が定義され、産業界と学術界で利用されている。（詳しくは機械可読辞書（英語版）を参照）

## 発音
英語のように、綴りから語の発音が一貫して明瞭に分からない言語も多い。こうした言語では、辞書は通常、発音表記を提供する。たとえば dictionary の定義には、国際音声記号（IPA）による[ˈdɪkʃənəri]（英式）や [ˈdɪkʃənɛri]（米式）が続くことがある。アメリカ英語の辞書は、しばしばダイアクリティカルマーク（発音記号）付きの独自の発音つづり体系を用い、たとえばアメリカンヘリテージでは dictionaryを"dĭk′shə-nĕr′ē"と表記する。英連邦諸国ではIPAの使用のほうが一般的である。一方、ダイアクリティカルマークを用いない独自の発音つづり体系を採用するものもあり、たとえばウィキペディアでは dictionary を DIK-shə-nər-eeや DIK-shə-nerr-eeのように表記することがある。オンライン／電子辞書の中には、語の発音音声を提供するものもある。

## オンライン辞書
インターネット時代の到来により、オンライン辞書はデスクトップパソコンへ、そしてより最近ではスマートフォンへと広がった。デイヴィッド・スキナーは2013年に次のように指摘している。「現時点でメリアム＝ウェブスター・オンラインの検索上位10語には『全体的』、『実用的』、『ただし書き』、『秘教的』、『ブルジョワ』が含まれる。利用者にまだ知らない語について教えることは、歴史的に辞書学の目標であり、現代の辞典はこれをうまく果たしている」。
オンライン辞書として運営されるウェブサイトは数多く存在し、通常は特定分野に特化している。中には、完全にユーザー主導（ウィキ方式など）のコンテンツ（多くは造語）だけで構成されるものもある。